# Santa Cecilia (kommun i Spanien, Kastilien och Leon, Provincia de Burgos, lat 42,06, long -3,80)
Santa Cecilia är en kommun i Spanien.   Den ligger i provinsen Provincia de Burgos och regionen Kastilien och Leon, i den centrala delen av landet, 180 km norr om huvudstaden Madrid. Antalet invånare är 105. Arean är 12,5 kvadratkilometer.
Terrängen i Santa Cecilia är platt.